# Albert Pike
Albert Pike (29 de desembre de 1809, Boston - 2 d'abril de 1891, Washington) va ser un advocat estatunidenc, militar, escriptor i destacat activista francmaçó, el 1859 va ser elegit Sobirà Gran Comanador del Suprem Consell, de grau 33, per la Southern Jurisdiction (o jurisdicció meridional), una de les dues divisions orgàniques del Ritu Escocès Antic i Acceptat en els EUA que va exercir fins a la seva defunció.

## Orígens
Pike va passar la seva infància en les localitats de l'Estat de Massachusetts de Byfield, Newburyport i Framingham en l'escola del qual va aconseguir aprovar l'examen previ de la Universitat Harvard. Encara que la falta de recursos li va impedir l'ingrés a Harvard, Pike, autodidacta, va aconseguir el lloc de mestre d'escola que va exercir en Gloucester, Fairhaven i Newburyport fins que en 1831, amb 22 anys, va decidir abandonar Massachusetts per incorporar-se a Sant Luis i Independence, en l'Estat de Missouri, en una expedició de comerciants de caça amb destinació al comtat de Taos al territori de Nou Mèxic. Pike va sofrir un accident amb la seva muntura i es va veure forçat a completar caminant uns 700 quilòmetres fins a la destinació per a després d'associar-se a una altra expedició amb escàs èxit, traslladar-se al territori d'Arkansas.

## Inici de la seva carrera en l'advocacia d'Arkansas
Instal·lat en la localitat de Fort Smith a partir de 1833, Pike va començar a escriure articles per al periòdic Arkansas Advocate de la capital, Little Rock, amb el pseudònim de Trenca. Els escrits de Pike van aconseguir gran popularitat i la seva influència creixent li van portar a formar part del comitè de direcció de la publicació fins que va esdevenir el seu propietari en 1835, després de contreure matrimoni amb Mary Ann Hamilton.
Pike que mentrestant havia prosseguit i finalitzat els seus estudis en dret, va aconseguir ser admès en el sindicat de l'advocacia en 1837 any en el qual va vendre els seus drets sobre l'Arkansas Advocate, que ja era conegut pel seu posicionament en favor de les polítiques del partit Whig. Com a primer reporter de la Cort suprema d'Arkansas, va escriure un manual professional per a advocats titulat The Arkansas Form Book que no obstant això, es va publicar de manera anònima.

## Carrera militar
Com a oficial va participar en la Intervenció nord-americana a Mèxic i pels Estats Confederats d'Amèrica durant la Guerra Civil dels Estats Units. És autor de l'obra Morals and Dogma of the Ancient and Accepted Scottish Rite of Freemasonry que publicada en 1871 va esdevenir una guia per a la interpretació del simbolisme francmaçònic, però també utilitzada per sectors antimasònics crítics o contraris a aquest moviment, especialment de l'Església catòlica.

## Intervenció nord-americana a Mèxic

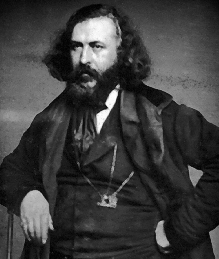
Albert Pike.

Després de declarar-se en 1846 el conflicte de la Intervenció nord-americana a Mèxic, Pike va integrar l'arma de cavalleria amb la missió de comandar l'entrenament de tropes, participant en la batalla de Buena Vista. Les fortes discrepàncies entre Pike i el seu oficial superior John Selden Roane, governador d'Arkansas, van acabar en un desafiament en duel en el qual cap dels dos va resultar ferit.

## Activisme polític
Després de la guerra, Pike va retornar a l'advocacia mudant-se a Nova Orleans en 1853 on redactaria una obra titulada Maxims of the Roman Law and some of the Ancient French Law, as Expounded and Applied in Doctrine and Jurisprudence que encara que sense publicar, li ajudaria a augmentar el seu prestigi en la professió. En 1857 Pike va tornar a Arkansas on progressivament s'especialitzaria en la defensa de causes relacionades amb l'esclavitud malgrat la seva filiació al partit Whig que per llavors es trobava en un procés de fortes tensions internes. A la dissolució del partit Whig, Pike s'adherí el moviment Know Nothing que es distingia per la seva xenòfoba oposició a l'increment constant d'immigrants de religió catòlica, principalment d'origen irlandès i, encara que també es va posicionar en contra de la política de secessió dels Estats del sud, s'acabaria integrant el bàndol sudista en esclatar la Guerra Civil dels Estats Units en 1861.

## Guerra civil
Pike, que havia sobresortit per la seva capacitat de negociació amb algunes de les nacions ameríndies de la regió, com el tractat d'assentament dels Creek, va exercir inicialment el càrrec de representant de la Confederació per a les Nacions ameríndies pactant amb el líder dels Cherokees, John Ross, el suport d'aquesta nació a la causa secessionista després del començament de la Guerra Civil dels Estats Units el 1861. El 22 de novembre de 1861, Pike va ser destacat com a brigadier general de l'estat major del general Ben McCullough al territori de les anomenades Cinc tribus civilitzades per entrenar tres regiments de cavalleria nativa Cherokee, que es van caracteritzar per la variabilitat de la seva fidelitat a la causa, van entrar en combat al març de 1862 durant la batalla de Pea Ridge i encara que van aconseguir prendre diverses posicions unionistes, van ser finalment derrotades i dispersades després del contraatac. Pike, que per les seves divergències amb els seus superiors havia dirigit un escrit de protesta al president Jefferson Davis, va ser acusat de permetre a les seves tropes la mutilació, segons el costum natiu, de soldats enemics en el camp de batalla i de malgastar diners i materials, acusacions que més tard es van trobar realitzades sense proves fundades, van forçar l'arrest de Pike que en canvi, va aconseguir evadir-se a l'Arkansas des d'on va enviar la seva renúncia a l'exèrcit confederat el 12 de juliol. No obstant això, Pike va anar novament arrestat el 3 de novembre i acusat aquesta vegada de traïció, va ser empresonat provisionalment en el poblat de Warren, a Texas fins que l'11 de novembre es va considerar la seva renúncia i va ser alliberat, podent retornar a Arkansas.

## Postguerra i perdó
Durant la postguerra, Pike va ser privat de la confiança dels seus antics companys d'armes sense tampoc aconseguir la de les autoritats federals vencedores pel que va decidir mudar-se a Nova York i més tard al Canadà, fins que va obtenir el perdó formal de part del president Andrew Johnson el 30 d'agost de 1865.
Després de reprendre la seva vida pública, va aconseguir el lloc d'associat de la Cort suprema de Justícia d'Arkansas, fins que va obrir un bufet a Memphis entre 1867 i 1868 on va ser també editor del Memphis Appeal.
En 1870, Pike va decidir instal·lar-se com a advocat a la capital federal Washington DC, sent també editor del diari Patriot.

## Francmaçoneria
Albert Pike es va distingir com a activista francmaçó compromès amb l'organització dels assumptes interns de la seva lògia aconseguint en 1859, després d'elevar-se al grau 33 del ritu masónico, el títol de Sobirà Gran Comendador de la Southern Jurisdiction o "jurisdicció meridional", una de les dues divisions orgàniques del Ritu Escocès Antic i Acceptat en els Estats Units d'Amèrica, càrrec que va exercir durant 32 anys fins a la seva defunció. Durant el seu mandat, Pike va consagrar una gran part del seu temps al desenvolupament dels rituals esotèrics de l'ordre que va recopilar en l'obra titulada Morals and Dogma of the Ancient and Accepted Scottish Rite of Freemasonry que des de la seva publicació en 1871 i subsegüents, va esdevenir una de les obres de referència de la maçoneria contemporània. En Morals and Dogma, Pike presenta un estudi en 850 pàgines sobre el simbolisme i fonaments dels 32 primers graus del ritu escocès encara que sense desvelar detalls interns de l'organització, havent estat alguns dels seus passatges, objecte d'una atenció especial.
Així, el capítol dedicat al grau 19 destaca per ser considerat per sectors activistes cristians evangèlics una prova del suposat satanisme que, segons ells, caracteritza als graus superiors de l'orde maçònica. Tanmateix, cal assenyalar que l'origen etimològic de la paraula Lucifer prové dels mots llatins "lux" i "fero", que signifiquen "llum" i "portador" respectivament, la qual cosa es traduiria com "el portador de la llum", pot haver-hi una relació amb un element més aviat simbòlic, i no pas amb l'aspecte comunament negatiu que se li atribueix, recordem que la maçoneria, és un institució de caràcter simbòlic, per això, la interpretació de certs elements no es correspon necessàriament, amb el seu significat habitual. En el seu capítol dedicat al grau 30º, Pike reprèn la tesi que la francmaçoneria hauria inspirat, i organitzat secretament la Revolució Francesa. Albert Pike va morir a Washington DC, fou enterrat en el cementiri d'Oak Hill, a Georgetown (Districte de Colúmbia), tanmateix les seves despulles van ser portades al temple maçònic anomenat House of the Temple.
Pike, és considerat com un dels membres més influents de l'orde maçònica en la història dels Estats Units d'Amèrica. Degut als seus posicionaments en contra de l'Església Catòlica Romana, molts el van considerar com un maçó anticatòlic. Cal dir que l'Església Catòlica en aquella època estava a favor de la prohibició de la francmaçoneria, fet que donaria lloc, l'any 1884, a l'aparició de l'encíclica Humanum Genus, del sant pare Lleó XIII.

## Les tres guerres
S'afirma que va intercanviar correspondència per cartes en 1871 amb Giuseppe Mazzini, cap de la societat secreta revolucionària dels Carbonaris i suposat cap dels Illuminati d'Europa, en les quals es plantejaria la suposada preparació de 3 guerres mundials, dues passades i una altra que estaria per arribar, així com les conseqüències d'aquestes sobre la població. Durant un breu període, aquestes cartes es diu es van exhibir a la Biblioteca del Museu Britànic de Londres, i William Guy Carr, antic Oficial d'Intel·ligència de la Royal Canadian Navy, les hauria copiat. Les cites d'aquestes cartes van ser preses d'obres sobre teories de la conspiració judeo-maçònica fetes per Edith Starr Miller i sobretot per William Guy Carr. Les falsificacions dels seus escrits formaren part de la «Broma de Taxil» perpetrat en part per Léo Taxil entre 1885 i 1897.

## Publicacions
- Albert Pike: Morals and Dogma of the Ancient and Accepted Scottish Rite of Freemasonry, edició disponible en projecte gutenberg.org
- Albert Pike: Meaning of Masonry. Kessinger Publishing, May 2004. ISBN 1-4179-1101-8
- Albert Pike: Reprints of Old Rituals. Kessinger Publishing, March 1, 1997. ISBN 1-56459-983-3
- Albert Pike: Book of the Words. Kessinger Publishing, March 1, 1997. ISBN 1-56459-161-1
- Albert Pike: Indus-Aryan Deities and Worship as Contained in the Rig-Veda. Kessinger Publishing, March 1, 1997. ISBN 1-56459-183-2
- Albert Pike: The Point Within the Circle: Freemasonry Veiled in Allegory and Illustrated by Symbols. Holmes Pub Grou Llc, November 1, 2001. ISBN 1-55818-305-1
- Albert Pike: Morals and Dogma of the First Three Degrees of the Ancient and Accepted Scottish Rite Freemasonry. Kessinger Publishing, May 2004. ISBN 1-4179-1108-5